# زاكان-يورت (سيسينيجا)
زاكان-يورت (بالروسية: Закан-Юрт) هي مدينة في جمهورية الشيشان في روسيا. ويبلغ عدد سكانها حوالي 5319   نسمة.